# Ivan Franko
Ivan Iakovîci Franko (în ucraineană Іван Якович Франко; n. 27 august 1856, Nahuievîci, Q11825583⁠(d), Regatul Galiției și Lodomeriei, Imperiul Austriac – d. 28 mai 1916, Lemberg, Regatul Galiției și Lodomeriei, Austro-Ungaria) a fost un poet, scriitor, publicist și om politic ucrainean din Galiția, considerat a fi, alături de Taras Șevcenko, cel mai important clasic al literaturii ucrainene. A scris drame, poezii lirice, povestiri, eseuri și versuri pentru copii. 
Atât Universitatea din Liov, cât și orașul (cu toată oblastia) Ivano-Frankivsk, sunt numite în cinstea sa. Începând cu anul 2018 apare și pe bancnota de 20 de grivne, acompaniat de imaginea Operei din Liov pe verso. 

## Viața și activitatea
Fiul unui fierar de țară, Iakiv Ivanovici Franko și al Mariei Mikolaivna, Franko a absolvit gimnaziul din Drohobycz în 1875 și a început să studieze filologia clasică și limba și literatura ucraineană la  Universitatea din Lemberg (ulterior Universitatea de Stat Ivan Franko din Lviv), unde a devenit socialist și a contribuit la ziare politice și literare.

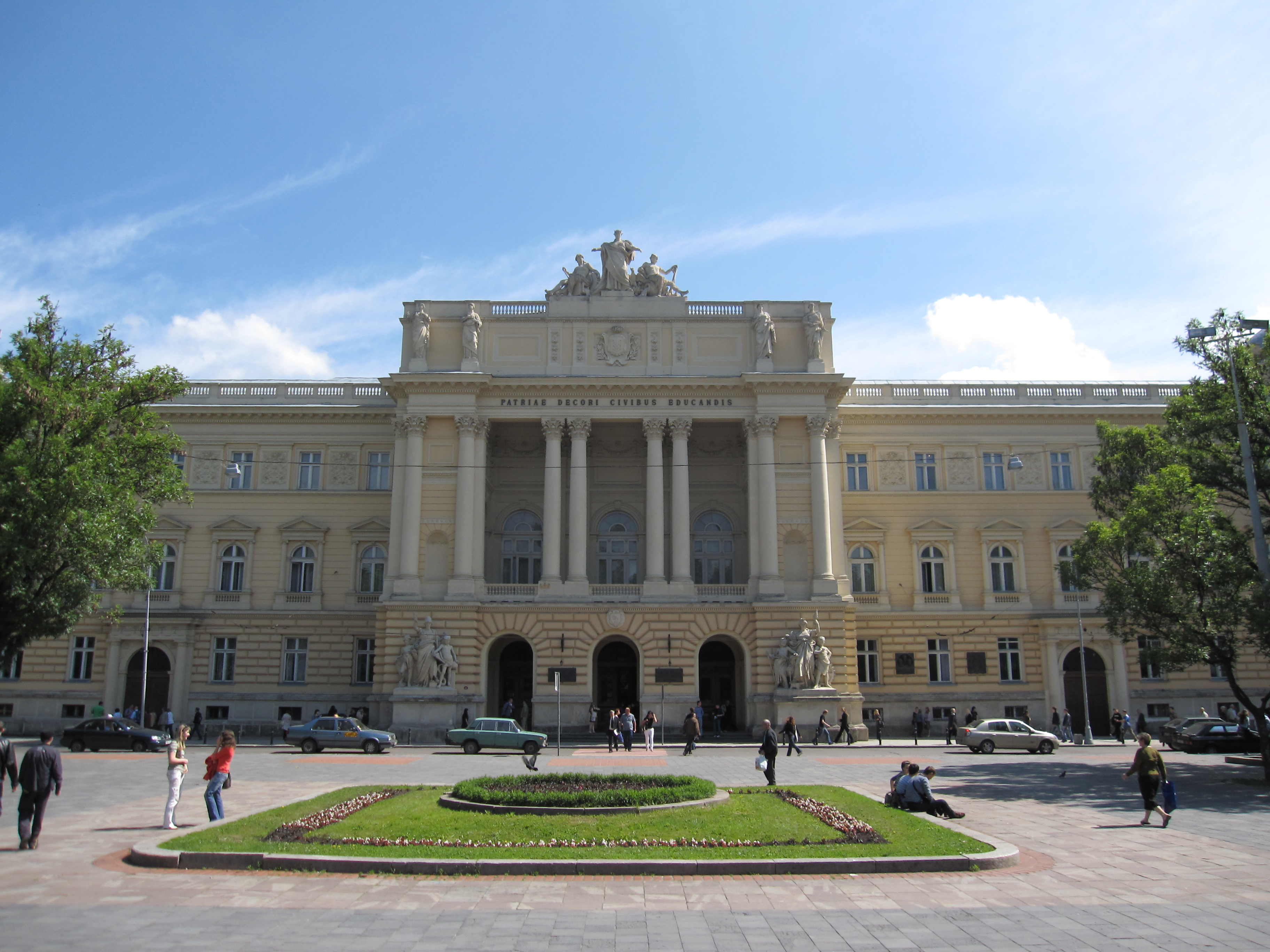
Universitatea Națională Ivan Franko din Liov

Primele sale scrieri literare - poezii (1874) și romanul Petrii i Dovbușcinski (1875) au fost publicate în revista studențească Druh (Prietenul). Activitățile politice și publiciste ale lui Franko au atras atenția poliției, astfel că în 1877 a fost arestat împreună cu Mihailo Pavlik, Ostap Terlețki și alții, pentru răspândirea propagandei socialiste. După o detenție de 8 luni, Franko s-a întors cu o ardoare și mai mare la activitatea politică. El a ajutat la organizarea unor grupuri de  muncitori în Lviv, a contribuit cu articole în ziarul polonez Praca (Munca) și a studiat  operele lui Karl Marx și Friedrich Engels. 
În 1875 a înființat împreună cu Pavlik revista Hromadskii druh care a fost confiscată de autorități. În 1880  Franko a fost arestat din nou și acuzat de incitarea țăranilor împotriva autorităților. După ispășirea unei pedepse de 3 luni, a fost eliberat , însă a fost ținut sub supravegherea poliției  și a fost obligat să-și întrerupă studiile universitare. În 1881 Franko a publicat în colaborare revista lunară Svit, iar după închiderea acesteia în 1882 a editat revista Zoria (Lviv) și  ziarul Dilo (1883-1885). În mai 1886 s-a căsătorit cu Olha Fedorivna Horujinska din Kiev. Pentru un timp a fost colaborator la ziarul Pravda. 

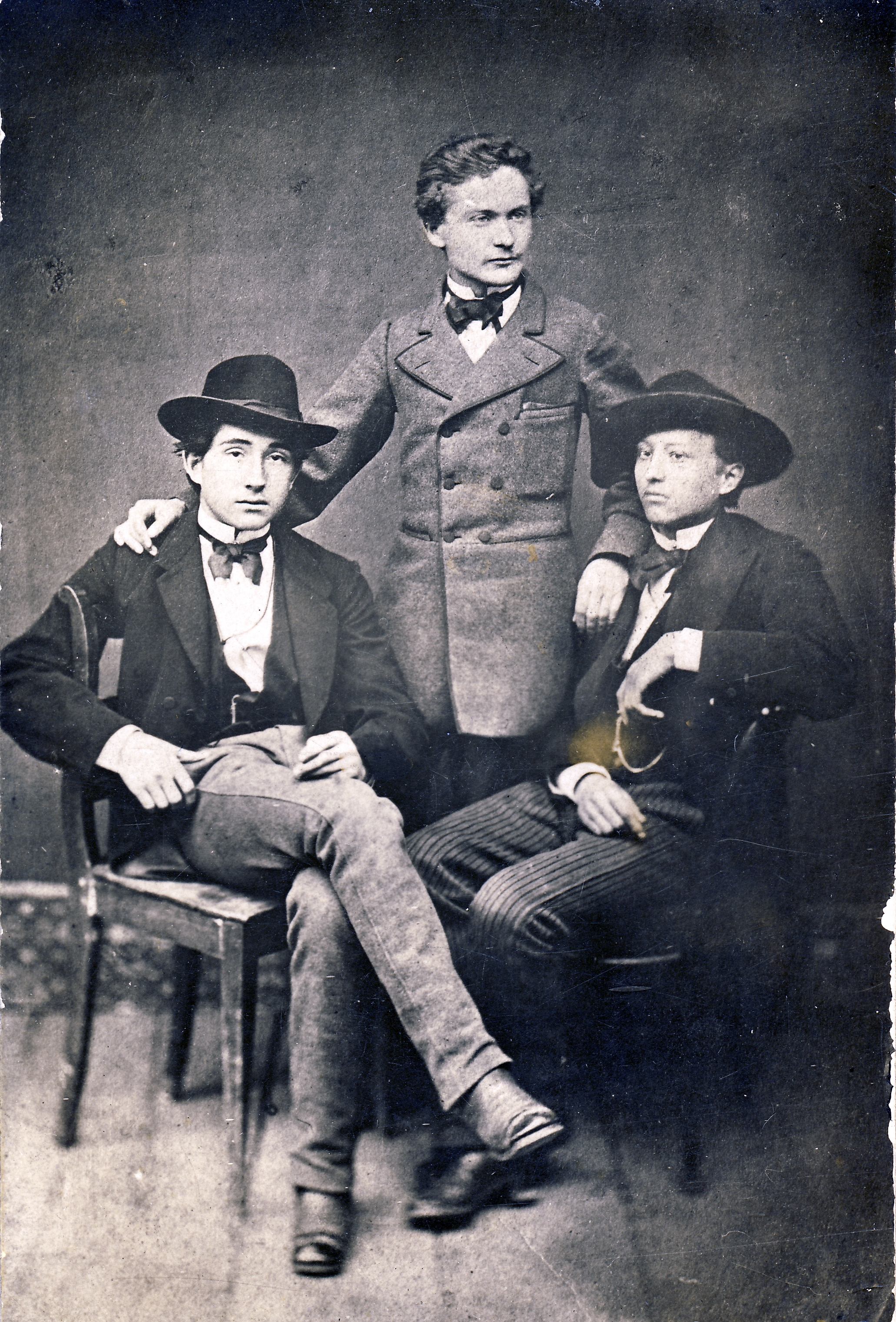
Ivan Franko și colegii săi de gimnaziu (1875)

Legăturile cu compatrioții din Ucraina de pe Nipru au condus la a treia arestare în  1889. În anul următor, cu sprijinul lui Mihailo Drahomanov, Franko a înființat în colaborare Partidul Radical Ruten-Ukrainean de orientare panslavistă și a redactat programul acestuia. Împreună cu Mihailo Pavlik a publicat organele partiduluoi, Narod (1890-1895) și Hliborob (Lviv, Kolomia) (1891-1895). În 1899 a apărut o criză în Partidul Radical și Franko s-a alăturat populiștilor în fondarea Partidului Național Democratic, în care a activat până în 1904, când s-a retras din viasța politică. Implicarea politică activă și întemnițarea ocazională i-au întrerupt studiile universitare, care au fost continuate mai întâi la Universitatea din Cernăuți (1891), unde a pregătit o dizertație asupra lui Ivan Vișenski și apoi la Universitatea din Viena în 1891, unde la 1 iulie 1893 a susținut o teză de doctorat asupra romanului Varlaam și Ioasaf, sub conducerea eminentului slavist Vatroslav Jagici. În 1894 a fost numit lector la disciplina Istoria literaturii ucrainene la Universitatea din Lviv. În anii 1894-1897, împreună cu soția sa a publicat revista Jîtie i slovo.  A devenit critic al socialismului marxist și a sprijinit naționalismul ucrainean.

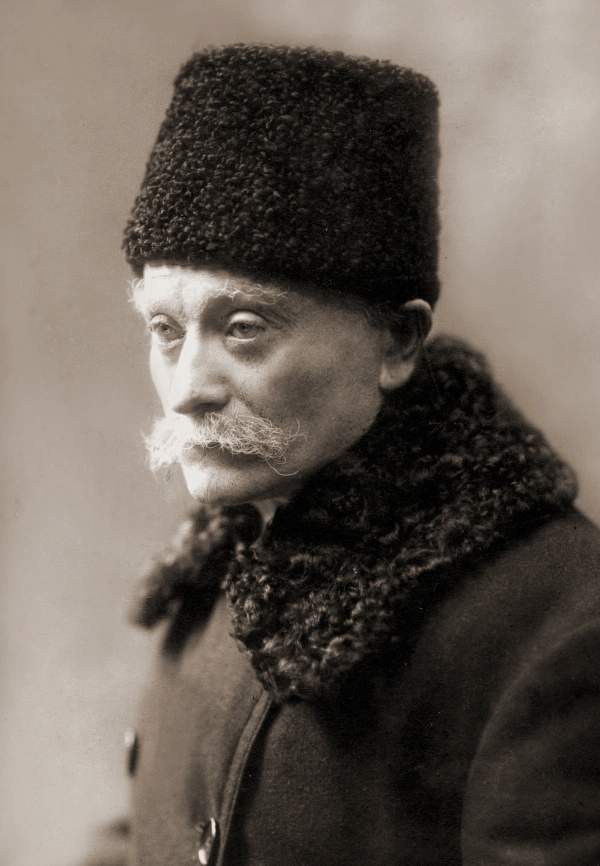
La bătrânețe

Franko este autorul a aproximativ 6.000 de lucrări literare, inclusiv 10 culegeri poetice, 1 colecție de poezii (în total 50), 10 lucrări majore în proză și aproximativ 100 de nuvele, împreună cu peste 3.000 de articole jurnalistice. A scris în ucraineană, germană, poloneză, rusă și bulgară și vorbea fluent 14 limbi. A sprijinit mișcarea feministă, promovată în spațiul ucrainean și de alte figuri precum Olha Kobîleanska. Contemporanii îl numeau om instituție (sau enciclopedie). Ivan Franko a fost primul nominalizat din Ucraina care a fost luat în considerare pentru Premiul Nobel pentru Literatură. Numirea sa a fost înaintată de savantul vienez Josef Zastyrets în 1915, dar scrisoarea a sosit abia după ce lista candidaților fusese deja finalizată. În 1916, Ivan Franko a murit și, conform regulilor Comitetului Nobel, premiul se acordă doar nominalizaților în viață. 

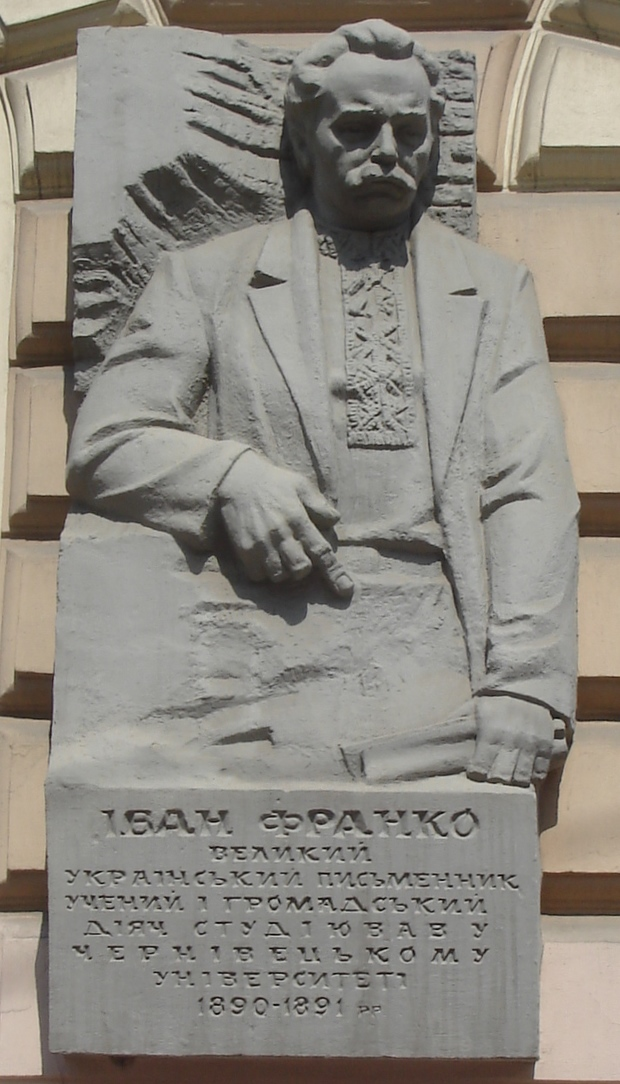
Placă memorială din Cernăuți, orașul în care a studiat timp de un semestru și a scris o lucrare despre Ivan Vișenschi

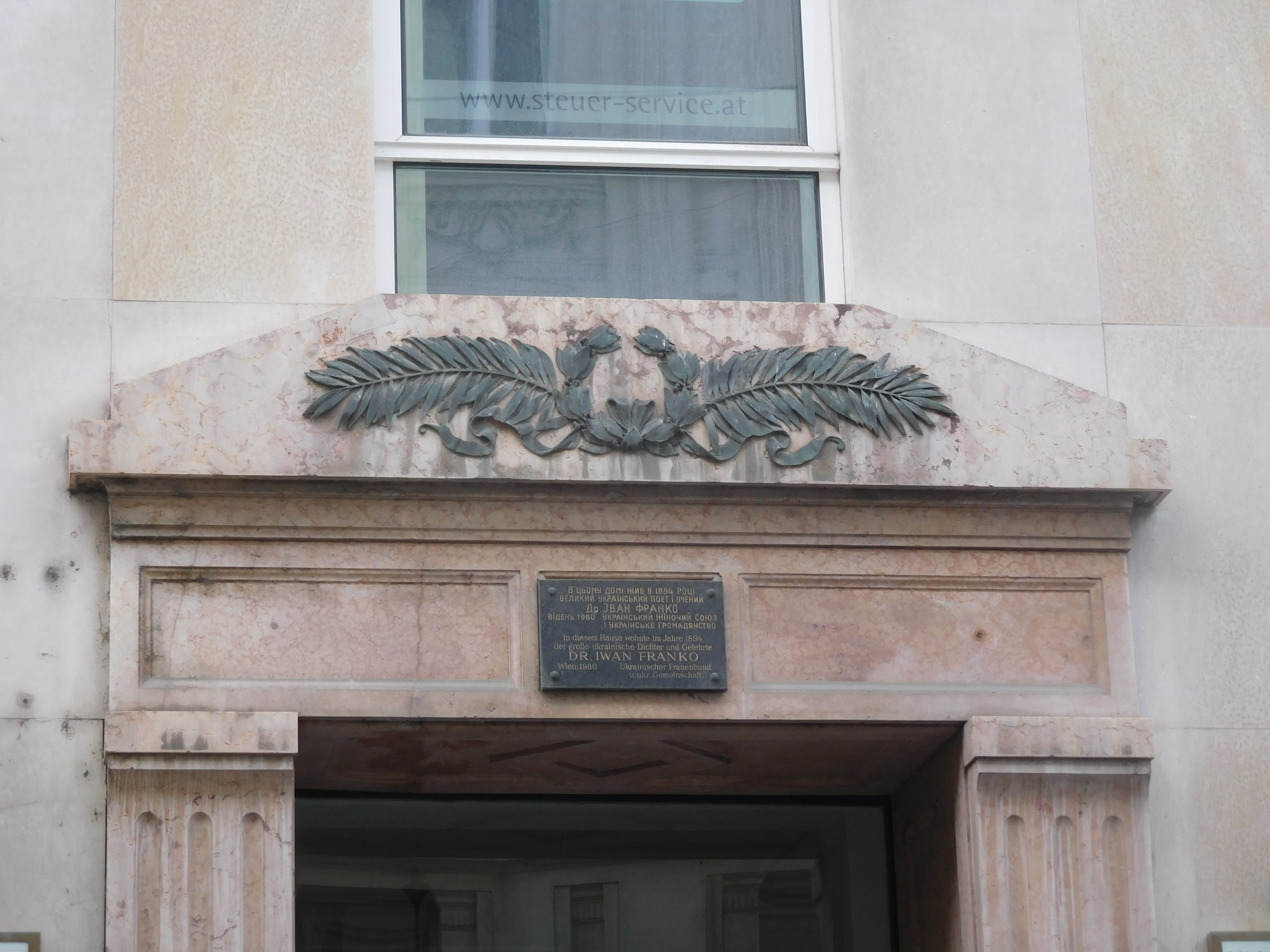
Placă memorială din Viena

Cariera literară a lui Franko a fost caracterizată printr-o deplasare treptată de la romantism la realism. Printre cele mai cunoscute lucrări ale sale se numără romanele Borislavul rîde și Boa constrictor și poemul filosofic Cain. Ivan Franko a fost și un cunoscut militant panslavist și socialist.
Cu ocazia centenarului zilei sale de naștere, în 1956, s-a lansat un film în memoria sa. Ivan Franko a fost interpretat de celebrul actor și regizor Serghei Bondarciuk, același om care a regizat filmul Război și Pace(laureat cu Premiul Oscar pentru cel mai bun film străin).

## Opera
- 1878: Boa constrictor
- 1881: Borislav râde (Borislav smeëtsia, Борислав сміється)
- 1883: Zahar Berkut (Захар Беркут)
- 1886: Învățătorul (Ucitel', Учитель)
- 1887: Din înălțimi și adâncuri (Z veršin in nizin, З вершин і низин)
- 1894: Fericirea furată (Ukradene ščastia, Украдене щастя)
- 1896: Frunze veștejite (Zîviale lîstia, Зів'яле листя)
- 1900: Zile de toamnă (Iz dnīv jurbi, Із днів журби)
- 1900: Ivan Vișenski (Іван Вишенський)
- 1900: Cărări încrucișate (Perehresni stejki, Перехресні стежки)
- 1905: Moise (Moissei, Мойсей).